# Placocarpa
Placocarpa, monotipski biljni rod iz porodice Rubiaceae, dio potporodice Cinchonoideae. 
Jedina vrsta je P. mexicana, grm visine oko 1 metar iz sjeveroistočnog Meksika.